# Campeonato Brasileiro de Futebol Sub-20
O Campeonato Brasileiro de Futebol Sub-20, também conhecido como Campeonato Brasileiro Sub-20, Brasileirão Sub-20 Série A e Série A, é a liga brasileira de futebol entre clubes do Brasil da categoria Sub-20 ou Junior, sendo a segunda maior competição futebolística no país, tendo a Copa São Paulo de Júnior uma das mais importantes. É por meio dela que é indicados o representante brasileiro para a Copa Libertadores da América Sub-20. Anteriormente, o campeão do torneio também conquistava uma vaga na Supercopa do Brasil Sub-20 no ano seguinte, juntamente com a Copa do Brasil Sub-20.

## História

### Antecedentes e primeira edição: Copa Rio Grande do Sul de Futebol Sub-20

Logo oficial da Copa Rio Grande do Sul de Futebol Sub-20, atualmente denominada de Copa Internacional Ipiranga Sub-20

Antes de a CBF organizar o Campeonato Brasileiro Sub-20, a CBF estabeleceu uma parceria com a Federação Gaúcha de Futebol para a organização de um torneio Sub-20 de âmbito nacional. O campeonato nacional sub-20 foi apresentado durante um evento ocorrido na sede da Federação Gaúcha, em 2006. A competição contou com a participação de 30 clubes e que culminou na conquista do Internacional, enfrentando o arquirrival Grêmio na  grande final.
A parceria tinha um acordo de 9 anos, tendo esse acordo expirado em 2015. Com o fim da parceria, a CBF assumiu unicamente a organização do campeonato e ainda em 2015, organizou oficialmente a primeira edição do Campeonato Brasileiro Sub-20, tendo o torneio inserido em seu calendário de competições oficiais.
O primeiro clube campeão Sub-20 do Brasileirão, foi o Fluminense. O Tricolor das Laranjeiras, conquistou o título ao vencer o Vitória no segundo jogo da final, pelo placar de 3 a 0. O feito foi marcado com o clube vencendo a competição de forma invicta e terminando-a com 88% de aproveitamento, tendo 10 vitórias e 2 empates.

### Reformulações: novidades do Calendário Nacional de Base e a criação da Série B
Em reunião da CBF e com os representantes dos clubes que vão disputar as Competições Nacionais de base de 2025, o mandatário da entidade máxima do futebol nacional, Ednaldo Rodrigues, foi anunciado reformulações e expansão das principais competições de base, tal qual a criação de novos torneios das categorias de base. A CBF apresentou as novidades para o futebol nacional de base não só para o ano de 2025, mas para os próximos anos. Dentre as novidades anunciadas, foi a criação da Série B do Campeonato Masculino de Futebol Sub-20. Em 2025, os três últimos clubes na classificação geral da Séria A, serão rebaixados e os três melhores clubes (campeão, vice e o terceiro melhor colocado geral) acenderão a divisão superior, em 2026.
“O objetivo principal deste encontro foi garantir um calendário bem estruturado, que respeite o desenvolvimento dos atletas, esteja alinhado ao calendário internacional e siga as diretrizes da CBF e das federações estaduais. Nossa prioridade é sempre fortalecer a base, incentivar a formação de talentos e garantir uma organização que beneficie clubes, atletas e a evolução do futebol nacional”— Afirmou Ednaldo Rodrigues, Presidente da CBF.
Com as inovações anunciadas pela CBF, o calendário nacional de base passa de 454 partidas em 2024 para 581 partidas nesta temporada e 676 em 2026. Um acréscimo de 28 % em 2025, e 49% em 2026 (em comparação a 2024).

## Campeões
Ao longo de 10 edições, o Campeonato Brasileiro Sub-20 teve sete clubes diferentes campeões, tendo 2 clubes sendo campeões mais de uma vez. Seu atual campeão e maior vencedor de sua história, é o Palmeiras. O alviverde conquistou seu terceiro título, ao vencer o Cruzeiro por 3 a 0 no Allianz Parque, tornando-se campeão do Brasileiro Sub-20.

### Títulos

#### Por equipe
| Clube                | Títulos               | Vices           | 3º lugar              | 4º lugar        |
| -------------------- | --------------------- | --------------- | --------------------- | --------------- |
| Palmeiras            | 3 (2018, 2022 e 2024) | 2 (2019 e 2023) | 0                     | 0               |
| Flamengo             | 2 (2019 e 2023)       | 0               | 3 (2018, 2021 e 2022) | 2 (2015 e 2020) |
| Cruzeiro             | 1 (2017)              | 1 (2024)        | 0                     | 0               |
| Internacional        | 1 (2021)              | 0               | 1 (2016)              | 0               |
| Fluminense           | 1 (2015)              | 0               | 0                     | 1 (2018)        |
| Atlético Mineiro     | 1 (2020)              | 0               | 0                     | 1 (2021)        |
| Botafogo             | 1 (2016)              | 0               | 0                     | 0               |
| Corinthians          | 0                     | 2 (2016 e 2022) | 2 (2019 e 2020)       | 1 (2023)        |
| Vitória              | 0                     | 2 (2015 e 2018) | 0                     | 0               |
| Athletico Paranaense | 0                     | 1 (2020)        | 1 (2024)              | 2 (2017 e 2022) |
| São Paulo            | 0                     | 1 (2021)        | 1 (2017)              | 0               |
| Coritiba             | 0                     | 1 (2017)        | 0                     | 1 (2016)        |
| Bahia                | 0                     | 0               | 1 (2015)              | 0               |
| Santos               | 0                     | 0               | 1 (2023)              | 0               |
| Vasco da Gama        | 0                     | 0               | 0                     | 1 (2019)        |
| Fortaleza            | 0                     | 0               | 0                     | 1 (2024)        |

#### Por federação
| Estado            | Títulos | Vices | 3º lugar | 4º lugar |
| ----------------- | ------- | ----- | -------- | -------- |
| Rio de Janeiro    | 4       | 0     | 3        | 4        |
| São Paulo         | 3       | 5     | 4        | 1        |
| Minas Gerais      | 2       | 1     | 0        | 1        |
| Rio Grande do Sul | 1       | 0     | 1        | 0        |
| Paraná            | 0       | 2     | 1        | 3        |
| Bahia             | 0       | 2     | 1        | 0        |
| Ceará             | 0       | 0     | 0        | 1        |

### Por região
| Estado   | Títulos | Vices | 3º lugar | 4º lugar |
| -------- | ------- | ----- | -------- | -------- |
| Sudeste  | 9       | 6     | 7        | 6        |
| Sul      | 1       | 2     | 2        | 3        |
| Nordeste | 0       | 2     | 1        | 1        |

## Jogadores

### Artilharia
Atualmente, Gabriel Silva detém o recorde de maior número de gols no Campeonato Brasileiro Sub-20, com 16. O atual artilheiro da competição, é o meio-campista de origem do Palmeiras, Thalys, com 15 gols marcados. Até então, nenhum jogador foi artilheiro em outras edições.

## Estatísticas

### Maiores goleadas
Estas são as dez maiores goleadas da história da competição.
| Maiores goleadas do Campeonato Brasileiro Sub-20 | Maiores goleadas do Campeonato Brasileiro Sub-20 | Maiores goleadas do Campeonato Brasileiro Sub-20 | Maiores goleadas do Campeonato Brasileiro Sub-20 | Maiores goleadas do Campeonato Brasileiro Sub-20 | Maiores goleadas do Campeonato Brasileiro Sub-20 |
| Nº                                               | Edição                                           | Mandante                                         | Placar                                           | Visitante                                        | Data                                             |
| ------------------------------------------------ | ------------------------------------------------ | ------------------------------------------------ | ------------------------------------------------ | ------------------------------------------------ | ------------------------------------------------ |
| 1                                                | 2021                                             | Corinthians                                      | 7–1                                              | Bahia                                            | 5 de setembro de 2021                            |
| 1                                                | 2023                                             | Santos                                           | 7–3                                              | Cruzeiro                                         | 12 de abril de 2023                              |
| 2                                                | 2017                                             | Flamengo                                         | 6–0                                              | Goiás                                            | 12 de julho de 2017                              |
| 2                                                | 2018                                             | Vitória                                          | 6–1                                              | Flamengo                                         | 27 de setembro de 2018                           |
| 2                                                | 2021                                             | Corinthians                                      | 0–6                                              | Vasco da Gama                                    | 11 de julho de 2021                              |
| 2                                                | 2021                                             | Atlético Mineiro                                 | 6–0                                              | Atlético Goianiense                              | 10 de outubro de 2021                            |
| 2                                                | 2022                                             | Vasco da Gama                                    | 6–0                                              | Chapecoense                                      | 23 de julho de 2022                              |
| 2                                                | 2023                                             | Bahia                                            | 0–6                                              | Palmeiras                                        | 22 de maio de 2023                               |
| 2                                                | 2023                                             | Cruzeiro                                         | 6–0                                              | Corinthians                                      | 18 de junho de 2023                              |
| 2                                                | 2025                                             | Cuiabá                                           | 6–0                                              | Juventude                                        | 19 de março de 2025                              |